# Sejm zwyczajny 1778
Sejm 1778 – sejm zwyczajny Rzeczypospolitej Narodów, został zwołany 20 czerwca 1778 roku do Warszawy.
Sejmiki przedsejmowe w województwach odbyły się 17 sierpnia 1778 roku. 
Marszałkiem sejmu obrano Ludwika Skumina Tyszkiewicza, pisarza wielkiego litewskiego. Obrady sejmu trwały od 5 października do 14 listopada 1778 roku.